# Halecium labrosum
Halecium labrosum är en nässeldjursart som beskrevs av Joshua Alder 1859. Halecium labrosum ingår i släktet Halecium och familjen Haleciidae. Arten är reproducerande i Sverige. Inga underarter finns listade i Catalogue of Life.